# بوزینه (الجزایر)
بوزینه (به عربی: بوزینة) یک شهرداری در الجزایر است که در استان باتنه واقع شده‌است. بوزینه ۱۳٬۳۸۳ نفر جمعیت دارد و ۹۲۹ متر بالاتر از سطح دریا واقع شده‌است.